# Linzhiite
La linzhiite è un minerale descritto inizialmente, nel 1969, con il nome di ferdisilicite come membro della serie di minerali costituiti da leghe di ferro e silicio ma non approvato dall'IMA. Nel 2010 il minerale è stato rivalidato con il nome attuale.

## Morfologia
La linzhiite è stata trovata sotto forma di grani irregolari di dimensione variabile fra 0,04 e 0,5 mm.

## Origine e giacitura
La linzhiite è stata scoperta nella cromitite proveniente dall'ofiolite di Luobusa in Tibet concresciuta con la zangboite e il silicio nativo. Questo minerale si è formato in un ambiente fortemente riducente e potrebbe apparire come xenoliti provenienti dal mantello terrestre.